# Yaginumaella intermedia
Yaginumaella intermedia är en spindelart som beskrevs av Zabka 1981. Yaginumaella intermedia ingår i släktet Yaginumaella och familjen hoppspindlar. Inga underarter finns listade i Catalogue of Life.